# استولبووی
استولبووی (به لاتین: Stolbovoy) یک منطقهٔ مسکونی در روسیه است که در استان آستراخان واقع شده‌است.